# Nipponacmea schrenckii
Nipponacmea schrenckii is een slakkensoort uit de familie van de Lottiidae. De wetenschappelijke naam van de soort is voor het eerst geldig gepubliceerd in 1868 door Lischke.